# むさしの村
むさしの村（むさしのむら）は、埼玉県加須市志多見にある遊園地・農業体験施設。1969年に開園。
特例財団法人埼玉県農協福祉事業団の子会社である株式会社むさしの村が経営しており、農協が実質経営している珍しいレジャー施設である。

## 営業概要
- 営業時間
  - 9:30 - 16:00（土日16:30まで、季節により変動有、詳細は公式サイトの営業案内を参照のこと）

- 休園日
  - 毎週水曜日（ただし祝祭日・春休み・5月・夏休み・冬休み期間は営業）
  - 12月・1月は、冬休み期間を除く月曜日 - 金曜日・12月31日・1月1日は休園。

- 入園料金（一般）
  - 大人（中学生以上） 1,200円
  - 小人（3歳以上） 650円

- フリーパス料金（入園+乗物乗り放題+プール（夏季））
  - 大人（中学生以上） 3,200円
  - 小人（3歳以上） 2,600円

- 駐車料金（1日1台）
  - 自家用車 700円
  - バス 1,200円

## 主な施設
- 遊園地
- むさしの村農園（わくわくファーム）
- ファミリー館
- ふれあい牧場
- プール
- 子供ショー

## アトラクション
- 観覧車
- むさしの村鉄道（以前のSLは2004年頃に引退）
- ゴーカート
- メリーゴーラウンド
- お化け屋敷
- ゲームセンター
- コーヒーカップ
- サイクルモノレール
- サイクルコースター
- メルヘンダック
- スカイバルーン
- スカイエレファント
- チェーンタワー
- 回転ボート
- おばけ屋敷
- ワンダーランド
- ゴーストの館
- Go! Go! トレイン
- アニマロッコ
- おもしろ自転車
- ミラーメイズ
- カード迷路ぐるり森大冒険（2009年7月18日オープン）

## 交通
- 東北自動車道加須ICより、加須市街を抜けて約20分
- 東武伊勢崎線加須駅から車で約10分
  - 日曜日・祝日を中心に無料送迎バスを運行

## CM
- テレビ埼玉（テレ玉）やNACK5などで放送されている。かつてはTBSテレビでも放送されていたことがあった。

## ロケ
- 特別機動捜査隊（NET・東映）第477話「指名手配」(1970年)
- 仮面ライダーBLACK RX (毎日放送・TBS系列・東映) 第8話「パパとママの秘密」(1988年)
- TBS系列の『クイズ☆タレント名鑑』の大作コーナー「ギリギリ有名人が逃走中」でのロケ
  - ハンターはロンドンブーツ1号2号、藤本敏史、クリス松村で、大雨の中ロケを強行。

- U.F.O.仮面ヤキソボーイ「エクストリーム!ヤキソボーイ篇」（2017年）
  - 中川大志、藤岡弘、が出演。

- モヤモヤさまぁ〜ず2 (テレビ東京系列) 第731回「【埼玉・加須(2)】楽しい遊園地で暗くなっちゃったSP」(2023年)